# Primarul activ
Primarul activ este o scenetă TV realizată de Dan Mihăescu, Octavian Sava și Grigore Pop.
Un primar de comună (Dem Radulescu) își aranjează o petrecere și încearcă să scape de un angajat insistent care are nevoie de ajutor.